# Pterolophia subvariolosa
Pterolophia subvariolosa är en skalbaggsart som beskrevs av Stefan von Breuning 1956. Pterolophia subvariolosa ingår i släktet Pterolophia och familjen långhorningar. Inga underarter finns listade i Catalogue of Life.